# Estación Ciudad Villa de Mayo
Ciudad Villa de Mayo es una estación ferroviaria ubicada en la localidad homónima, en el partido de Malvinas Argentinas, Provincia de Buenos Aires, Argentina.

## Servicios
Es una estación intermedia del servicio diésel metropolitano que se presta entre las estaciones Retiro y Villa Rosa.

## Historia
- En el año 1911 el presidente Roque Sáenz Peña firma el decreto donde se aprueba los planos presentados por la Empresa del Ferrocarril Central Córdoba, Extensión, relativos á la construcción de una estación en el kilómetro 41/035/39 de la variante N.º 5 de su línea principal.

- Año 1912 concluye la construcción de la misma.

- El 25 de enero de 1913, una resolución firmada por el director general de Ferrocarriles (Ingeniero Pablo Nogués) autorizó finalmente a la empresa a librar al servicio público a la estación Villa de Mayo.

- En 2021 se culminó una reforma de la estación, que incluyó la elevación de los andenes y la instalación de nuevo mobiliario.[2]

- Según la Resolución 812/2022 del Ministerio de Transporte fue cambiado el nombre de la estación a Ciudad Villa de Mayo.[3]

## Toponimia
En su libro acerca de la nomenclatura de las estaciones de ferrocarril en la Argentina, Enrique Udaondo dice: "Diósele esta denominación por hallarse en las proximidades de Campo de Mayo, en el Partido de General Sarmiento. Su nombre recuerda al mes en el que se proclamó nuestra emancipación política".